# シン・スルギ
シン・スルギ（英語: Shin Seul-ki、ハングル: 신슬기、1998年3月3日 - ）は大韓民国の俳優である。
2024年にウェブドラマ『ピラミッドゲーム』で俳優デビューした。

## 経歴
2020年、シン・スルギは全羅北道南原市で開催された「ミス春香」で優勝した。その賞金で2万枚のマスクを南原市に寄付をした。
2022年、Netflixのリアリティ恋愛バラエティ「脱出おひとり島シーズン2」に出演して話題を集めた。
2024年、TVINGオリジナルドラマ「ピラミッドゲーム」のソ・ドア役で出演し、俳優デビューした。

## 出演作品

### ウェブ番組
| 公開年 | タイトル       | 配役     | 備考     | 参照       |
| ------ | -------------- | -------- | -------- | ---------- |
| 2022   | 脱出おひとり島 | キャスト | Season 2 | [ 要出典 ] |

### ドラマ
| 公開年 | タイトル         | 配役     | 参照       |
| ------ | ---------------- | -------- | ---------- |
| 2024   | ピラミッドゲーム | ソ・ドア | [ 要出典 ] |